# Коэн, Фред
Фредерик Б. Коэн (англ. Frederick B. Cohen) (родился в 1956 году) — американский информатик, известный как изобретатель приёмов защиты от компьютерных вирусов.
В 1983 году, во время учёбы в Инженерной школе Университета Южной Калифорнии, он написал программу, которая паразитировала на приложениях и захватывала управление компьютером, один из первых компьютерных вирусов по классификации Леонарда Адлемана. Он, с исследовательской целью, написал простую программу, которая умела заражать компьютеры, делая собственные копии, и распространяться от одной машины к другой. Приложение было скрыто в большей, законной программе, которая загружалась в компьютер при помощи дискеты.
В 1984 году он дал определение, что такое компьютерный вирус.
В 1987 году он продемонстрировал, что нет алгоритма, способного обнаружить все возможные компьютерные вирусы.
Также Коэн верил в «полезные вирусы» (или «положительные»). И он даже создал одного, которого назвал «сжимающим вирусом». Распространяясь, он заразил все исполняемые файлы на компьютере, но не наносил ущерб им, а лишь уменьшал размер.
Коэн имеет и другие работы, посвящённые компьютерным вирусам. Сейчас он руководит компанией, занимающейся компьютерной безопасностью.

## Публикации
- 1991, Trends In Computer Virus Research (англ.)
- 1991, A Case for Benevolent Viruses (англ.)
- 1991, The Computer Security Encyclopedia — Computer Viruses (англ.)
- 1992, A Formal Definition of Computer Worms and Some Related Results (англ.)
- 1989, Models of Practical Defenses Against Computer Viruses (англ.)
- 1989, Models of Practical Defenses Against Computer Viruses (англ.)
- 1988, On the Implications of Computer Viruses and Methods of Defense (англ.)
- Cohen, F., 1987. "Computer Viruses Theory and Experiments, " Computers and Security, vol. 6, гг. 22—35.
- 1984, Computer Viruses — Theory and Experiments (англ.)